# Chionaema likiangensis
Chionaema likiangensis är en fjärilsart som beskrevs av Daniel 1953. Chionaema likiangensis ingår i släktet Chionaema och familjen björnspinnare. Inga underarter finns listade i Catalogue of Life.